# Dammbach
Dammbach es un municipio alemán, ubicado en el distrito de Aschaffenburg, en el Regierungsbezirk de Baja Franconia, en el Estado federado de Baviera. Asimismo, es la sede de la comunidad administrativa (Verwaltungsgemeinschaft) de Mespelbrunn, cuya sede se halla en Heimbuchenthal.
Se encuentra en el centro de la cadena montañosa Spessart, en la denominada Alta Spessart (Hochspessart). El municipio de Dammbach es famoso por sus muchas aldeas, tales como Schnorrhof, Hundsrück, Heppe y Oberwintersbach.